# Vilémovice (zámek)
Zámek Vilémovice stojí v centru obce Vilémovice, v okrese Havlíčkův Brod. Je chráněn jako kulturní památka České republiky.

## Historie
Původně barokní zámek nechal přebudováním panského dvora vystavět v letech 1743 – 1746 Ignác Bechyně z Lažan, kterému sloužil jako letní sídlo a zároveň jej využívali správci Vilémovic. Po jeho smrti zámek zdědila vdova Františka Věžníková z Bechyně, od níž Vilémovice v roce 1774 odkoupil hrabě Leopold Krakovský z Kolovrat, jenž je připojil ke světelskému panství. V roce 1825 zámek vyhořel, ale tehdejší majitel Františkem ze Salmu jej nechal opravit ve stylu klasicismu. V roce 1955 jej majitel Zdeněk Perek předal místnímu národnímu výboru, který zámek (především hlavní sál) v roce 1959 upravil pro pořádání divadelních festivalů. V roce 1992 jej v rámci restitucí získal RNDr. Luboš Perek, jenž zámek prodal Bohumilu Klabíkovi. Ten poté provedl generální rekonstrukci celého objektu a přilehlého parku.
V přilehlém parku, který byl vybudován na zbytku bývalého panského dvora, zničeného požárem v roce 1825, roste přísně chráněný tis červený s obvodem kmene 310 cm, jehož stáří je odhadováno na 1500 – 2000 let, čímž by se řadil mezi nejstarší stromy ve střední Evropě.